# Michel Quirin
Michel Quirin né en 1840 à Stutzheim (Bas-Rhin, Royaume de France) et décédé en 1901 à Bad Nauheim (Grand-duché de Hesse) est un agriculteur alsacien député au Reichstag (Parlement) à Berlin de 1881 à 1884.

## Biographie
Michel Quirin est agriculteur à Stutzheim. Il est maire du village de 1878 à 1901. Il est élu député au Reichstag avec un score de 98,82%.

## Liens extérieurs
- Présentation de Stutzheim